# Бронницкий
Бронницкий — хутор в Усть-Донецком районе Ростовской области.
Входит в состав Апаринского сельского поселения.

## География
Стоит на берегу реки Северский Донец.

### Улицы
| - пер. 1-й - пер. 2-й - пер. 4-й - пер. 6-й - пер. 7-й | - ул. Набережная - ул. Садовая - ул. Советская - ул. Степная | - ул. Толстого - ул. Центральная - ул. Шахтерская - ул. Элеваторная |

## Население
| 2010 |
| ---- |
| 573  |

## Инфраструктура
Хутор имеет 2 автобусные остановки, 2 магазина и одну асфальтовую дорогу.